# Вайденхаузен

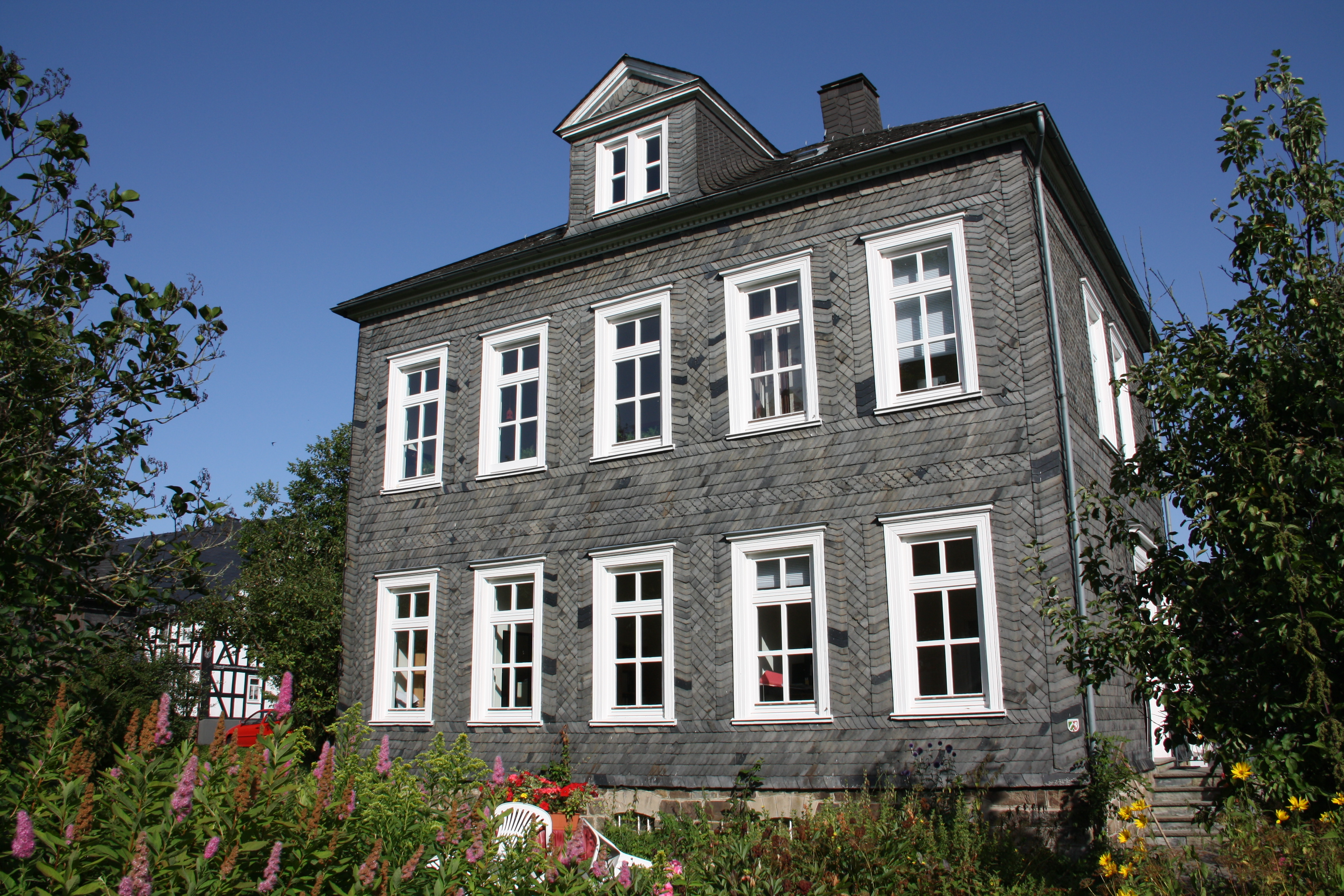
Дом священника в Вайденхаузене

Вайденхаузен (нем. Weidenhausen) — поселение сельского типа в составе города Бад-Берлебург в районе Зиген-Виттгенштайн (земля Северный Рейн-Вестфалия, Германия). Населённый пункт был включён в состав Бад-Берлебурга после реформы местного самоуправления 1975 года.

## География
Поселение Вайденхаузен расположено в центре Виттгенштайнер-Ланд на автомагистрали федерального значения B 480. Соседние поселения: Хемшлар, Зассенхаузен, Штюнцель и Бальде.

## История
Самое старое документальное упоминание относится к 1309 году. В том году Курт из Бернсхойзер-Хоф пожертвовал один флорин церкви «нашего милостивого Фровена» в Вайденхаузене. Либфрауэнкирхе (Св. Марии) в Вайденхаузене, расширенная в 1765 году, до Реформации 1555 года относилась к католической Майнцской архиепархии  (Арфельдскому благочинию).
Жителей деревни Вайденхаузен за прошедшие столетия не обошло стороной множество бед. Прежде всего, войны, эпидемии и пожары причиняли людям много несчастий. В частности, во время Тридцатилетней войны с 1618 по 1648 годы в поселении были очень распространены военные постои, результатом которых были грабежи, мародёрства, изнасилования и, в худших случаях, ранения и смерть. Во времена чумы, как и в других местах, население сокращалось вдвое. Пожары апреля 1725 г. и марта 1811 г. также неоднократно приводили к обеднению населения.
Только во второй половине XX веке начались коренные преобразования в экономике. В 1958 году на территории населённого пункта открылось первое промышленное предприятие (волочильный цех), изменившее прежнюю однобокую структуру сельского хозяйства. Помимо ряда коммерческих предприятий, в последние годы машиностроение фирмы Müsse, специализирующейся на изготовлении специальных инструментов, превратило её в международно признанного авторитета в своём деле. Кроме того, в настоящее время ведется планирование и подготовка коммерческой и промышленной зоны площадью 10 гектаров к западу от поселения. В 1980 году состоялось открытие спортивного комплекса и активно развивается туристская инфраструктура.

### Динамика изменения численности населения
- 1961: 321 житель[2]
- 1970: 329 жителей[2]
- 1974: 340 жителей[3]
- 2011: 492 жителя
- 2021: 458 жителей[1]

## Церковь
В 1763 году старую церковь пришлось закрыть из-за ветхости, а затем снести неф, за исключением укреплённой романской башни, построенной до 1309 года. Новое здание церкви в нынешнем виде датируется 1765 годом. Примечательным и уникальным для всей прилегающей территории является позднебарочный восьмигранный неф — центральное здание с шатровой мансардной крышей.
Нынешний орган (ручной и свободная педаль с 13,5 регистрами) был открыт в 2001 году. Его создал Эккехард Людке из Марбурга на Лане.
Приход Вайденхаузен был объединен с приходом Раумланд в 2009 году и, таким образом, потерял свою независимость.

## Регулярные праздники
- Пасхальный пожар: Великая суббота (организатор: Добровольная пожарная часть Вайденхаузена)
- Спортивный фестиваль: последние полные выходные июня (организатор: FC Weidenhausen e.V., 1961 г.)
- Деревенский праздник: в начале летних каникул (организатор: смешанный хор Арион Вайденхаузена 1881 г.)
- Баварский фестиваль: начало сентября (организатор: Молодёжь Вайденхаузена)
- Рождественский базар: к первому Адвенту (организатор: Краеведческое и туристическое общество Вайденхаузена)